# Science fiction-fandom i Sverige
I Sverige bildades science fiction-fandom av Dénis Lindbohm 1949 som, när han våren det året lämnade sin militärtjänstgöring, grundade Strate-Organisation tillsammans med vänner från lumpen och folk som Arvid Gyllenberg. Klubben hade 7-9 medlemmar, träffades på möten, diskuterade sf-litteratur (som intill nyligen spritts av den populära Veckans Äventyr/Jules Verne Magasinet, 1940-47), intresserade sig för rymden och byggde till och med modeller av rymdraketer.[källa behövs]

## Fastare former
Mer fast form fick svensk fandom i och med utgivandet av tidskriften Häpna!, 1954–66. De första svenska föreningarna existerade då redan några år (Lindbohms grupp är nämnd, men han startade även club Meteor 1952; Futura Startades i Stockholm 1950, och Club Cosmos, som fortfarande existerar, i Göteborg 1954), medan många nya startades under 1954 och 1955., De första svenska fanzinen utkom redan 1954 (allra först var Cosmos News, senare modifierades titeln till Cosmos Bulletin, utgivet av de tre Göteborgsfansen Gabriel Setterborg, Lars-Erik Helin och Hans Sidén) och den första svenska kongressen, Luncon, arrangerades i Lund 1956.

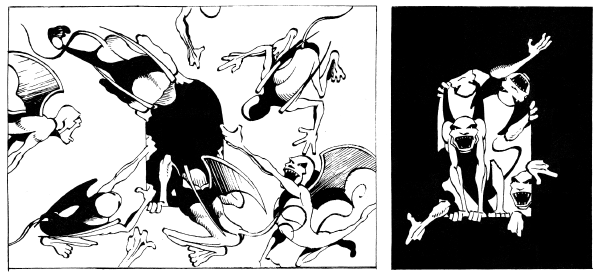
Nicolas Križan var under 1980-talet en flitig illustratör inom svensk SF-fandom och svenska seriefanzin. Hans korta fanzinserie "Night" (1979) kombinerade grafiska stilexperiment med en Conan-inspirerad grundintrig.

Kända fans som blivit professionella inom sf-facket är Sam J. Lundwall, Bertil Mårtensson och John-Henri Holmberg. Flera andra ur samma generation blev översättare eller förlagsverksamma, som t.ex. Torkel Franzén,medan åter andra aktiva fans blivit bekanta för kulturverksamhet ibland utanför science fictions ramar; till den gruppen hör bland andra författare som Erik Andersson, Inger Edelfeldt, Helena Eriksson[källa behövs], Stieg Larsson, Steve Sem-Sandberg; TV-producenten Lars Helander utgav ett av 1950-talets bästa[källa behövs] fanziner; skådespelaren Reine Brynolfsson var aktiv i Göteborgsföreningen Club Cosmos, medan serieskaparen David Nessle var en av 1980-talets mest aktiva svenska fans[källa behövs]. Många har blivit aktiva som journalister, översättare eller inom media på annat håll, som exempelvis Malte Andreasson på TV4, Catharina Wrååk förläggare på Bonnier Carlsen och senare på Natur & Kultur, översättaren Ylva Spångberg, med flera.[källa behövs]
Skandinavisk Förening För Science Fiction med fanzinet Science Fiction Forum är fortfarande en kärna för svensk fandom, men når inte längre upp i de höga medlemstalen från slutet på 1970-talet. Trots det stolta namnet var en svensk förening med mötesverksamhet huvudsakligen i Stockholm (en kort period även i Göteborg, och dagens klubb i Linköping verkar ha startats som en SFSF-avdelning). I Lund startade 1966 astronomistuderanden Leif Andersson och andra LF3, Lunds Fantasy Fan Förening.[källa behövs] Sveriges äldsta, sedan 1954, aktiva sf-förening är som sagt Club Cosmos i Göteborg, medan däremot andra dominerande föreningar från 1950-talet – främst Futura i Stockholm och club Meteor i Malmö – sedan länge har upphört, i Futuras fall efter en kort tids nystart under tidigt 1980-tal.[källa behövs] Under de senaste decennierna har Linköping och Uppsala trätt fram starkt på kartan.[källa behövs] Fisksätra utanför Stockholm har också en liten särställning, med föreningen Sigma TC bildad 1976, som arrangerat cirka 15 kongresser, varav en lång rad med namnet Nasacon, där Nasa står för Nacka-Saltsjöbaden. 
Idag pågår mycket av det informella fandom-nätverkandet naturligt nog på Internet.

## Fanzinen utgjorde kärnverksamheten
Länge var utgivandet av sf-fanzines fandoms kärnverksamhet. Det var i fanziner man övade upp sina skrivtalanger och det var genom fanzinen och deras brevspalter man höll kontakten med resten av fandom.[källa behövs] I en tid utan Internet, webbplatser, chattande och bloggar hade de en motsvarande funktion. Idag tenderar snarare arrangerandet av science fiction-kongresser ses som fandoms kärnverksamhet. Tomas Cronholms fanzine BEM möter detta intresse genom att utöver bok-recensioner främst rapportera från kongresser.
En annan aspekt av fanzinen är distributionsklubbar i form av så kallade APA:s (från amerikanska Amateur Press Association). APA:s startades i USA i början av 1900-talet, utan anknytning till sf-fandom, men kom till fandom i form av amerikanska Fantasy Amateur Press Association 1937.[källa behövs] Det mest kända svenska exemplet är Sveriges Fanzine Förening (grundad 1978). I en APA sänder medlemmar in fanzinen till en central distributör, som skickar ut dem i buntar (sändningar) för att spara porto.

## Specialinriktningar inom fandom
Föreningar för specifika nischer inom science fiction och fantasy finns det också en hel del av. Tolkien-föreningar har funnits länge såsom Haradrim, Forodrim och Angmar,  det finns och har funnits livaktiga Star Wars- och Star Trek-föreningar (till exempel Stockholm Trekkers), för Douglas Adams-fans finns såväl Intergalaktiska Liftarklubben som Galaktiska Liftarrörelsen (med frågetecken för deras aktivitetsnivå).